# Parque nacional de Kasanka
El Parque nacional de Kasanka se encuentra en el Distrito Chitambo de la Provincia Central de Zambia. Con solo 390 km2, es uno de los parques nacionales más pequeños de Zambia. Kasanka fue el primero de los parques nacionales de Zambia en ser administrado por una asociación público-privada. Desde 1986, Kasanka Trust Ltd. asume todas las responsabilidades de gestión, en asociación con el Departamento de Parques Nacionales y Vida Silvestre (DNPW, anteriormente ZAWA). El parque tiene una altitud promedio entre 1160 m y 1290 m. Contiene varios lagos poco profundos permanentes, de los que Wasa es el más grande. Hay cinco ríos perennes en el parque. El más grande es el río Luwombwa, que es el único río que drena el parque por la esquina noroeste. Es un afluente del Luapula, que río arriba también drena el lago Bangweulu y forma la fuente principal del río Congo. Aunque Kasanka es parte del gran ecosistema de Bangweulu, no existe una conexión hidrológica directa entre el parque y los pantanos de Bangweulu.
Se han registrado un total de 114 especies de mamíferos en el parque, incluidos elefantes, hipopótamos y sitatungas. Kasanka Trust ha reintroducido varias especies en el parque, las más exitosas de las cuales son la cebra y el búfalo. En esta zona se produce la migración de mamíferos más grande del mundo, cuando cerca de diez millones de murciélagos Eidolon helvum migran al bosque siempre verde pantanoso de mushitu, durante tres meses, de octubre a diciembre. Se han identificado más de 471 especies de aves en el parque. También se encuentra un aeródromo (OACI: FLKA).

## Topografía y vegetación
Kasanga tiene una altitud que oscila entre 1160 y 1290 m. Está localizado en el distrito de Serenje, en Zambia. El área del parque se discute entre 390 y 450 km2. Es relativamente llano, con algunas irregularidades poco relevantes, excepto en las cascadas de Mambilima, una serie de rápidos en el río Luapula, entre Zambia y la RDC, que se extienden a lo largo de 5 km, cerca del Centro de conservación de Kasanga, además del roquedo de Mpululwe y las colinas de Bwalya Bemba. En el parque hay nueve lagos permanentes y está diseccionado por una serie de cursos de agua. Los mayores ríos son Luwombwa, Mulembo, Kasanka, Mulaushi y el pantanoso río Musola. Las corrientes y los lagos poseen carrizales y papiros. Todos estos ríos acaban desembocando en el río Luapula, que acaba en la cuenca de Bangweulu, y finalmente en el río Congo.

## Hábitats

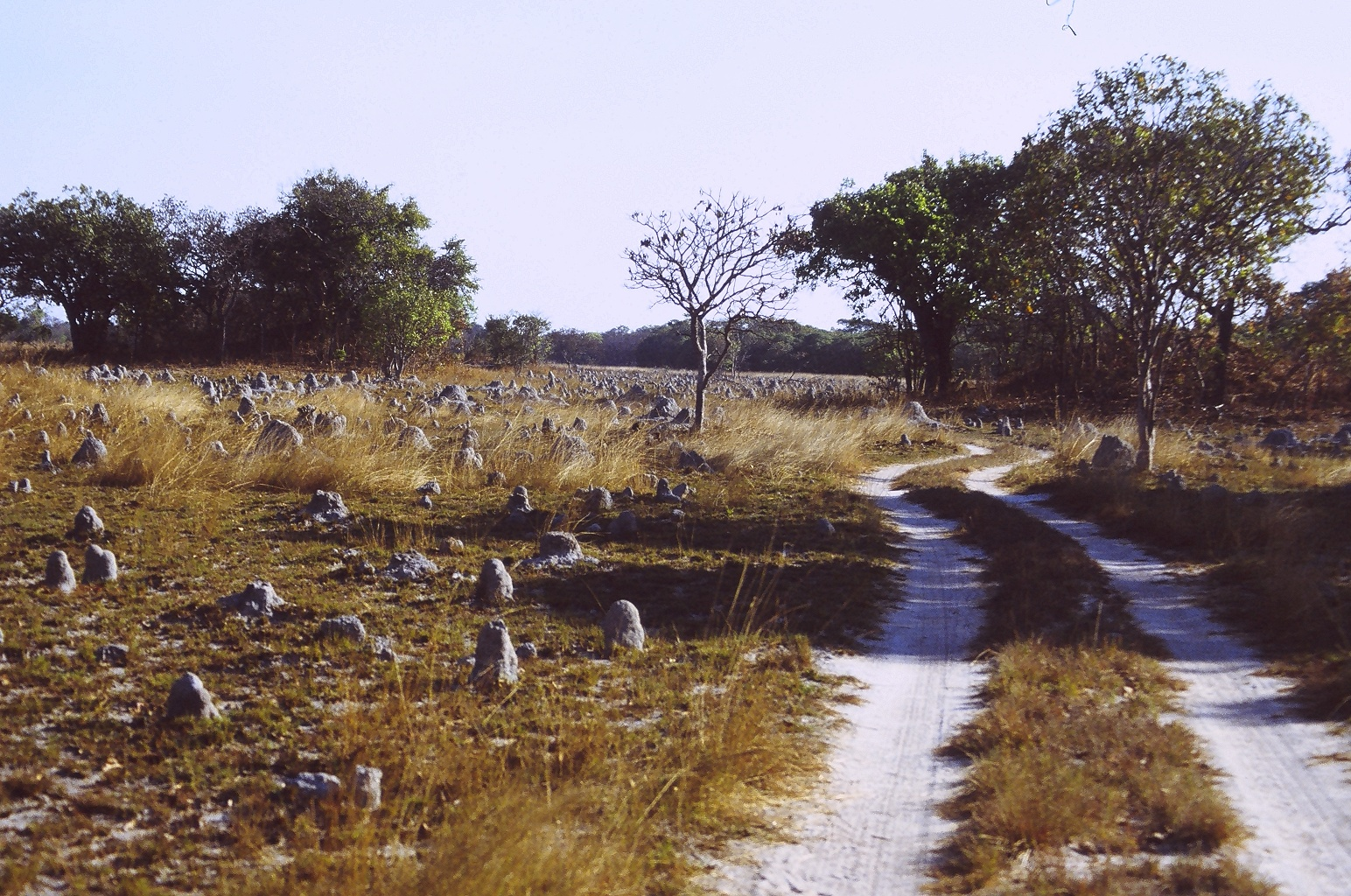
Montículos de termitas en el parque

Hay una variedad de hábitats en el parque. El bosque de Brachystegia, también conocido como bosque de miombo, cubre alrededor del 70% de la superficie de Kasanka, intercalado con dambos (humedales superficiales) cubiertos de hierba. El miombo es muy rico en especies arbóreas y en muchos lugares forma un dosel medio cerrado pero también sostiene un estrato herbáceo bien desarrollado. La elevada frecuencia de los incendios elimina este estrato y los árboles jóvenes, dejando el miombo con árboles grandes y muy separados. Décadas de “quema temprana” en el parque han dado como resultado un miombo más natural, con una fuerte presencia de árboles jóvenes y diversas especies de matorrales.
Dentro de Kasanka se encuentran tres tipos de bosque de hoja perenne; el mushitu o bosque pantanoso, bosques ribereños y parches muy pequeños de mateshe (bosque perennifolio seco). El mushitu se caracteriza por enormes caobas rojas, bayas de agua y árboles de quinina, entre otros, y está bastante bien representado. La extensión más grande de mushitu intacto, en el área de Fibwe, alberga el refugio de murciélagos frugívoros más grande de la Tierra. Los bosques ribereños se encuentran a lo largo de la mayoría de los ríos de Kasanka, y los tramos más grandes se encuentran a lo largo del Luwombwa. El verdadero mateshe probablemente era común en tiempos históricos, pero ahora es raro, como resultado de siglos de frecuentes incendios. Todos los tipos de bosques corren el riesgo de sufrir frecuentes incendios forestales, ya que las especies de árboles que sustentan no son resistentes al fuego.
Otro tipo de hábitat, chipya, también conocido como bosque de cuenca lacustre, tiene árboles intercalados y no forma un dosel cerrado. Esto permite que la luz del sol ayude a que crezcan los pastos altos. Chipya es propenso a incendios muy intensos en la estación seca, y esto le da a estos bosques su nombre, ya que 'chiya' significa 'quemado' en el idioma local. Chipya generalmente se da en suelos escasos y se cree que es una forma derivada del fuego del mateshe.

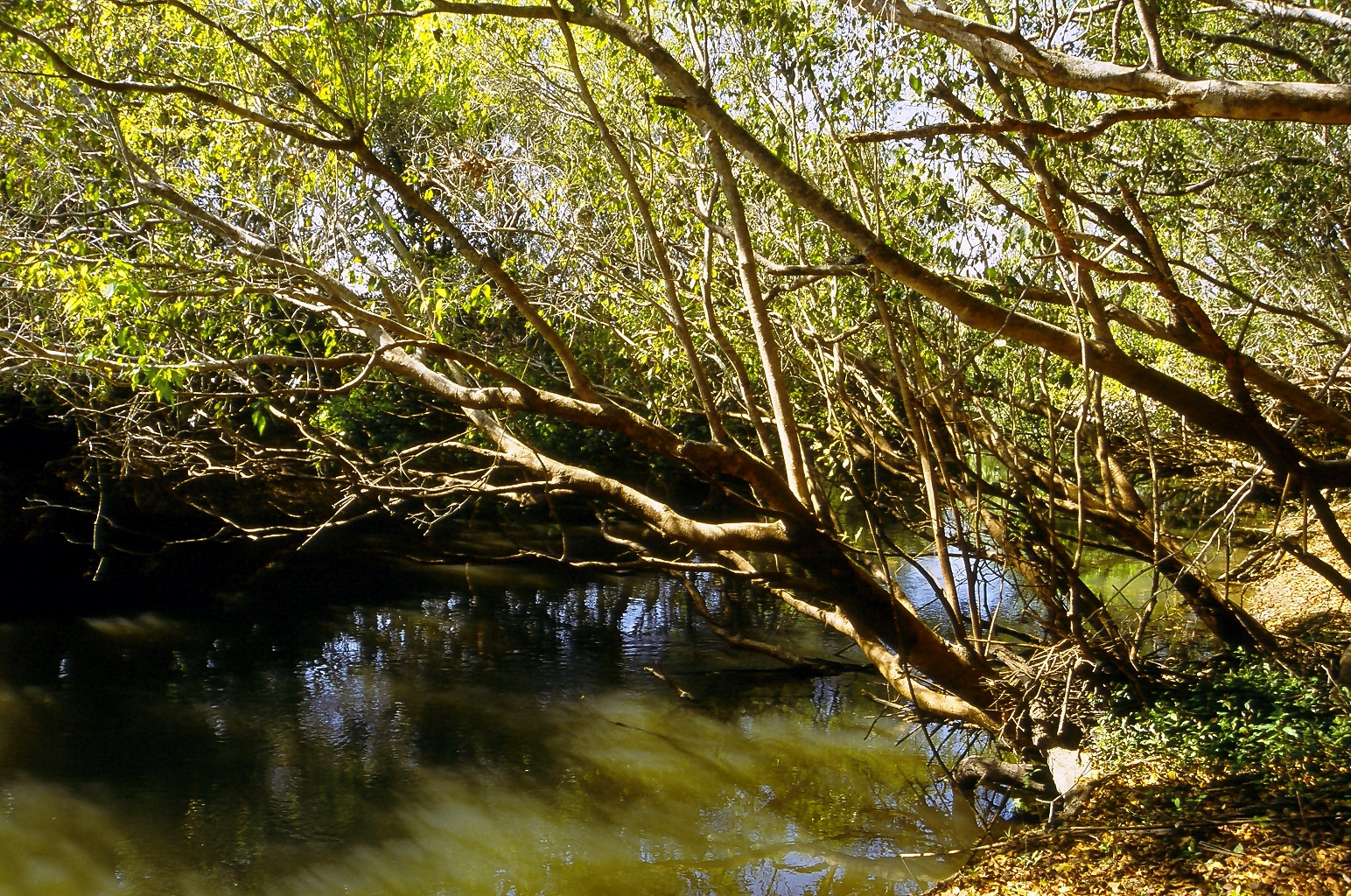
Río Wasa en el parque

Los dambos, otro hábitat, son canales de drenaje y cuencas herbosas con poca o ninguna vegetación leñosa, pero pastos muy apetecibles. La mayoría de las especies leñosas crecen en termiteros expuestos, ya que los dambos tienden a retener muy bien el agua. Los dambos son de vital importancia para los mamíferos que pastan, así como para varios mamíferos del bosque que optan por pastar en los márgenes, especialmente durante la estación seca. Dentro del parque se encuentran varias llanuras cubiertas de hierba de varios kilómetros cuadrados, como Chinyangali, cerca de Fibwe, y la llanura de Chikufwe, al este del río Luwombwa.
Kasanka tiene nueve lagos permanentes y más de 100 km de ríos que fluyen a través del parque. Muchos de los ríos, especialmente el Luwombwa, en el oeste, albergan bosques marginales ribereños en sus orillas. Grandes áreas de llanuras aluviales cubiertas de hierba se encuentran a lo largo de los ríos Kasanka, Mulembo y Luwombwa. Los ríos y lagos albergan son ricos en peces y en otras formas de vida silvestre acuática y semiacuática.

## Fauna

### Mamíferos

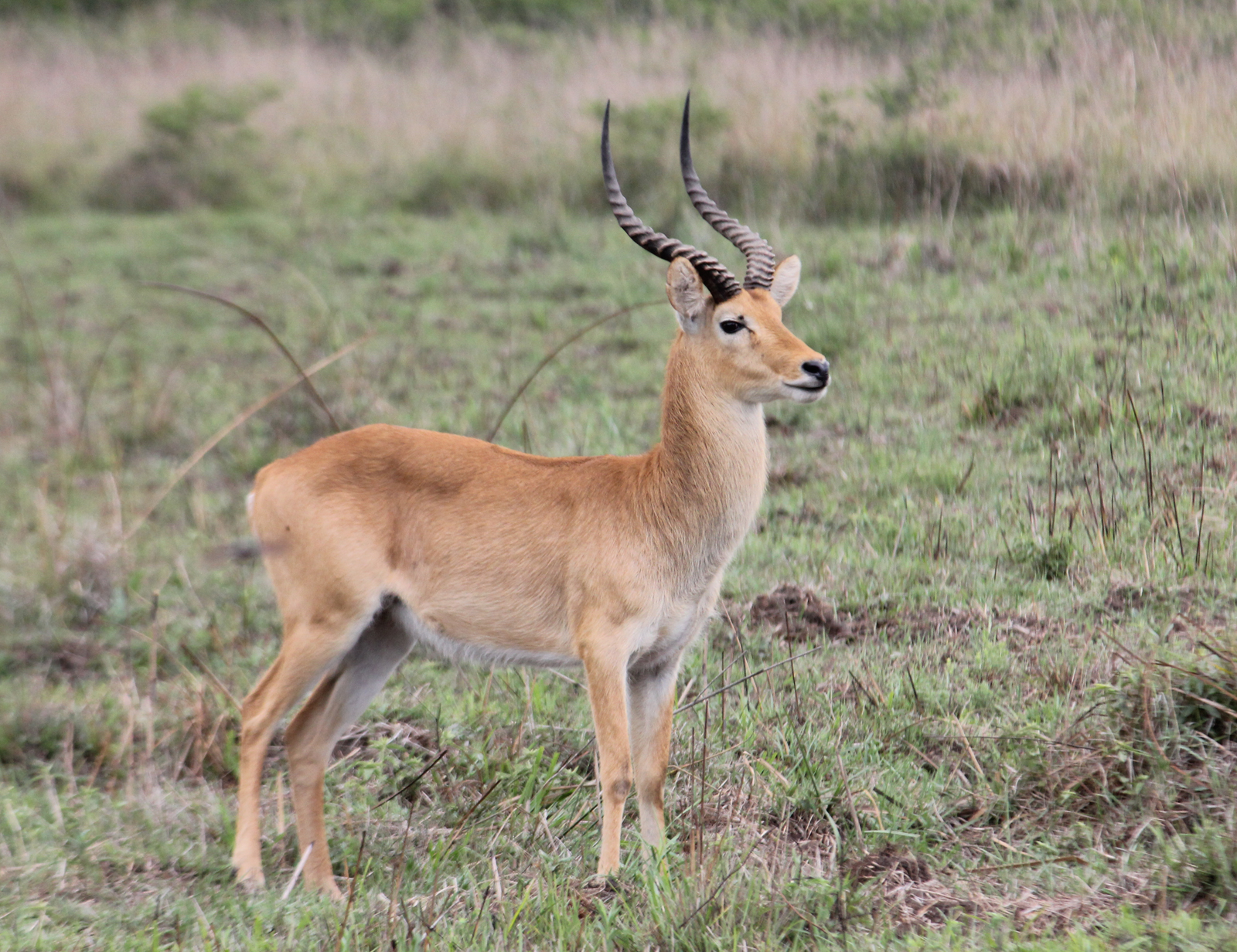
Antílope encontrado en el parque

En el parque se han registrado un total de 114 especies de mamíferos. Aunque severamente mermadas en el pasado, debido a una continua presencia contra la caza furtiva, las poblaciones de animales salvajes en Kasanka se han recuperado. Los pucúes son los antílopes más abundantes y pastan en las llanuras aluviales cubiertas de hierba y en los dambos de todo el parque. El duiker común, imbabala, facoceros, cercopiteco verde y babuino de Kinda (relacionado con el papión (Papio cynocephalus)) son comunes en todo el parque y el hipopótamo se puede encontrar con frecuencia en los ríos y lagos de Kasanka, incluso en el lago Wasa, frente al albergue principal. Kasanka es quizás el mejor lugar del mundo para observar al tímido y solitario sitatunga, de los cuales el parque alberga entre 500 y 1000 animales, y ofrece grandes oportunidades para avistar al raro mono azul.

### Murciélagos

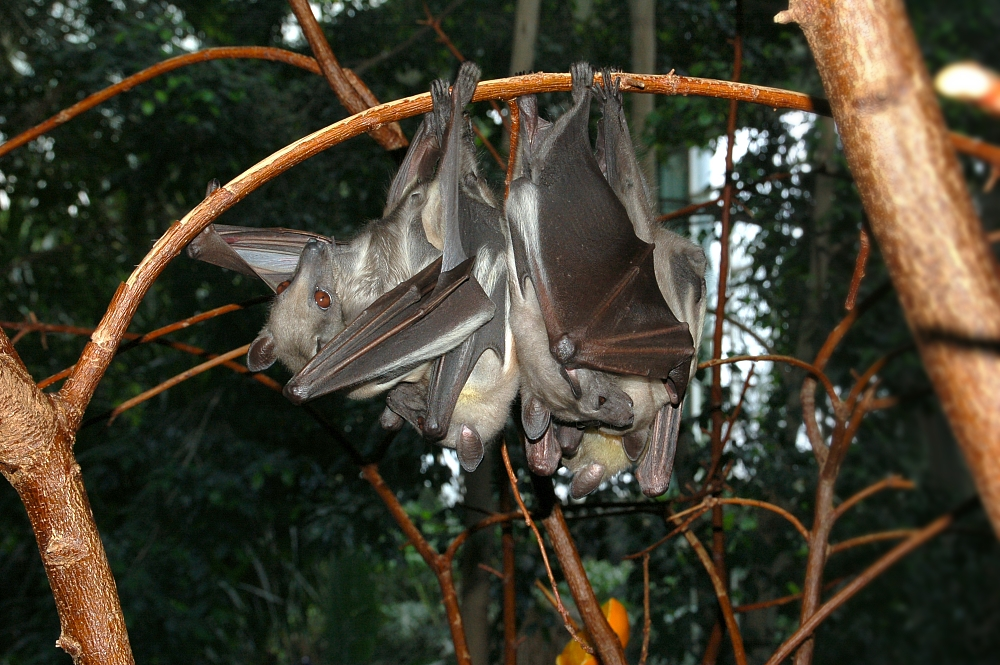
Imagen de Eidolon helvum, murciélago frugívoro pajizo

El primero de los famosos murciélagos frugívoros de color pajizo de Kasanka (Eidolon helvum) comienza a llegar a mediados de octubre de cada año. A mediados de noviembre, el dormidero ha alcanzado su densidad más alta y se estima que el número oscila entre ocho y diez millones. Se cree que es la mayor densidad de biomasa de mamíferos del planeta, así como la mayor migración de mamíferos conocida. La llegada de los murciélagos suele coincidir con el inicio de las primeras lluvias y la maduración de muchas especies de frutas y bayas locales, como el masuku (níspero japonés) y la baya de agua, de las que se alimentan los murciélagos. Se estima que los murciélagos consumen 330.000 toneladas de frutas durante los tres meses.
El dormidero de los murciélagos se centra en uno de los parches más grandes que quedan de mushitu (bosque indígena) en Kasanka, a lo largo del arroyo Musola. Hay una serie de excelentes 'escondites' en los árboles del borde del bosque que proporcionan fantásticos avistamientos de murciélagos en vuelo al amanecer y al anochecer. La alta concentración de murciélagos atrae una increíble variedad de depredadores y carroñeros al bosque de murciélagos. Águilas marciales, pitones, águilas pescadoras, águila pomerana, águila azor africana, milanos, buitres y alcotanes se encuentran entre las rapaces que se concentran en el refugio para cazar fácilmente, mientras que el leopardo, los varanos y los cocodrilos se llevan a esos murciélagos desafortunados que caen al suelo del bosque.
El origen de las diversas colonias que componen esta 'megacolonia' nunca se ha establecido por completo, sin embargo, se sabe que los murciélagos viajan desde otras partes de África, incluido el Congo. Los estudios indican que la abundancia de frutas durante la temporada es la razón principal de la migración. La llegada de los murciélagos comienza gradualmente durante la primera semana de octubre, el número alcanza su punto máximo en noviembre y principios de diciembre. Los números comienzan a disminuir alrededor de la segunda semana de diciembre. La partida de los últimos murciélagos se ha retrasado en los últimos años, y  ahora generalmente abandonan Kasanka a principios de enero. Un estudio publicado en el African Journal of Ecology indicó que el impacto migratorio de los murciélagos podría, en última instancia, amenazar la viabilidad del dormidero estacional, ya que aumenta la mortalidad de los árboles más rápidamente. Kasanka Trust lleva a cabo un extenso programa de manejo de incendios para proteger el bosque de los devastadores incendios que con el tiempo han reducido el tamaño del bosque. Se ha establecido una 'Zona de exclusión de incendios' que con el tiempo permitirá la regeneración natural del bosque de murciélagos para proteger este fenómeno único.

### Aves

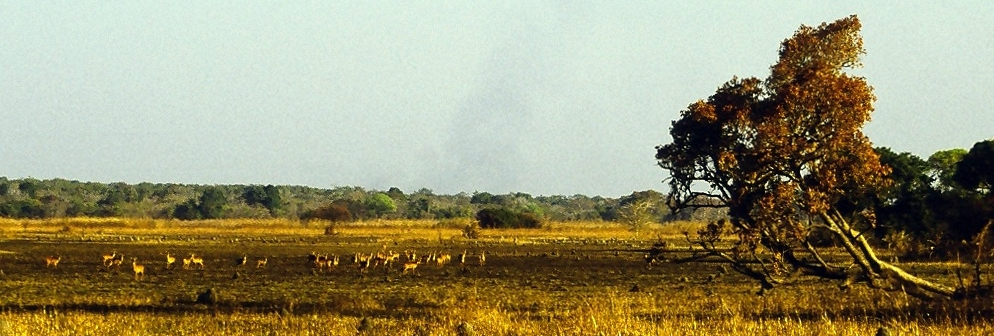
Vista de la vida silvestre en el parque.

Sin duda, Kasanka alberga algunos de los mejores lugares para observar aves en África, según el Dr. Ian Sinclair, uno de los principales ornitólogos de África. Con más de 330 especies registradas en esta área relativamente pequeña sin variación altitudinal, será difícil discutir esta afirmación. Kasanka está bendecida con una amplia variedad de hábitats, cada uno de los cuales alberga su propia comunidad de especies de aves, muchas de las cuales son raras o poco comunes.
Un viaje en bote a lo largo del río Luwomwba, o cualquier otro río importante en el parque, descubre el búho pescador africano, el ave sol africano, el martín pescador cobalto, el turaco de Ross y el abejaruco de Boehm. Los vastos humedales de Kasanka albergan algunas especies que no se ven fácilmente en otros lugares, como la garcilla de vientre rojo, la jacana chica y el gansito africano. El picozapato se confirmó por primera vez en 20 años a fines de 2010 y a menudo se encuentran una pareja reproductora de grulla carunculada y sus crías. La chagra marismeña, el cucal colicobrizo, el bisbita de Fülleborn, la estrilda saltamontes, el cistícola castaño, la polluela de Boehm, la codorniz africana, la codorniz arlequín y la estrilda pechiparda se encuentran entre otras especiales en las franjas de humedales y en los grandes dambos.
El mushitu alberga una amplia gama de otras especies, el codiciado trogón de Narina a menudo se puede escuchar y ver en los pequeños parches de bosque cerca de Pontoon y Fibwe. Hay una variedad de otras especies, como el monarca de El Cabo, el turaco de Schalow, el apalis cabecipardo, el barbudo frentirrojo occidental, el akelat de Bocage, el zorzal oliváceo, el tejedor bicolor, la estrilda golirroja, la estrilda verde, el capuchino bicolor, el suimanga cabeciverde, el barbudito culigualdo, el indicador variegado, el indicador pálido, el oruguero purpúreo, el batis carunculado gorginegro, el  bulbul gorgiamarillo y el bulbul verdioliva, el bulbul pechiamarillo y el bulbul de Cabanis.
Sin embargo, quizás las áreas de observación de aves más ricas de Kasanka son las extensas extensiones de bosques de miombo . Aquí se encuentra una variedad de especies especializadas, muchas de las cuales no se encuentran fuera de la subregión, estas incluyen eremomelas de collar negro y coroniverde, carraca de raquetas, carbonero ventrirrufo y carbonero del miombo, bisbita del Nyasa, agateador moteado africano y bisbita de sabana, enredadera manchada, papamoscas azul de cola blanca, papamoscas de Böhm, hiliota ventrigualda, crombec orejirrufo, escribano de Cabanis, serín orejinegro, alzacola barbudo, roquero angoleño, críalo piquigrueso, suimanga de Anchieta y barbudo especulado.
Además de la caza y la vida silvestre más visibles, Kasanka es el hogar de una increíble variedad de insectos y otros artrópodos. Los numerosos ríos y pantanos son el hogar de una amplia variedad de ranas (junco) y otros anfibios. Grandes cocodrilos habitan en los ríos y se pueden ver ejemplares enormes a lo largo de los ríos Kasanka y Luwombwa. También se encuentran grandes monitores del Nilo, al igual que la tortuga de Speke . Las especies de serpientes comunes incluyen la pitón africana de roca , la cobra de bosque, la serpiente olímpica rayada, la Natriciteres olivacea y la serpiente heraldo. También se conocen tres geckos, un agama, cinco eslizones, un gusano-lagarto y dos especies de lagartos.